# وات ويتمور ويب
وات ويتمور ويب (بالإنجليزية: Watt W. Webb)‏ هو فيزيائي وأستاذ جامعي أمريكي، ولد في 27 أغسطس 1927 في كانساس سيتي في الولايات المتحدة.